# بهاء الدين النقشبندي
بهاء الدين النقشبندي ابن الشيخ محمد سعيد أفندي ابن الشيخ عبد القادر العبيدي البغدادي، وهو فقيه وداعية وسياسي عراقي، من أهل بغداد، ولد في محلة الفضل في جانب الكرخ من بغداد عام 1314 هـ/1896م.

## دراسته وإجازاته
درس الشيخ بهاء الدين على أبيهِ وتعلم القرآن على الشيخ حافظ أفندي، ثم دخل المدرسة الرشدية العثمانية، وظل يواصل دراسة الأدب والفقه على الشيخ حسين أفندي السمرة، ثم واصل الدرس على أبيهِ وعمهِ العلامة عبد الوهاب النائب، حتى ظفر منهما بالإجازة العلمية ثم عين مدرساً في جامع الفضل سنة 1919، ثم نقل مدرساً في جامع الإمام الأعظم بعد وفاة والدهِ سنة 1920، وسافر بعدها إلى باريس وانتسب إلى جامعة السوربون وتخرج منها بعد حصولهِ على شهادة في الحقوق.

## أعماله ووظائفهِ
انتخب نائباً عن لواء ديالى عام 1930، وشارك بصفة عضو في الوفد العراقي عام 1932 في عصبة الأمم ولهُ صلات كثيرة مع علماء الشام ومصر، وكان من أعضاء حزب العهد.

## أهم مؤلفاته
له مؤلفات عديدة طبع منها:
- مختصر مغني اللبيب.
- رسالة في تاريخ الآداب.

## وفاته
توفى الشيخ بهاء الدين النقشبندي في بغداد عام 1368 هـ/ 1949م. وشيع بموكب مهيب سار فيهِ الأعيان والنواب ودفن في حجرة خاصة في جامع الفضل حيث مقبرة عائلتهِ